# 베스

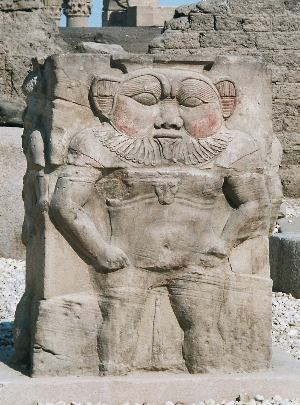
덴데라 신전에 조각된 베스.

베스(Bes), 또는 비수(Bisu)는 왕조 시대 말기에 숭배를 받았던 이집트 신이다. 숭배 초기에는 가정, 특히 어머니와 어린이의 수호자였으나, 이윽고 모든 좋은 것의 수호자이자 모든 나쁜 것의 적으로 변모하였다. 과거의 연구에서는 베스를 중왕국 시대의 누비아에서 유입된 신으로 보았으나, 보다 최근에는 이집트 토속신으로 보고 있다. 베스에 대한 최초 언급은 고왕국 시대의 남부 지역에서 발견할 수 있으나, 신왕국 시대 이전까지는 숭배 의식이 널리 퍼지지 못했다.